# Noah Gray-Cabey
Noah Gray-Cabey (n. 16 noiembrie 1995, Chicago, Illinois, SUA) este un actor și pianist american. Este cunoscut pentru rolurile sale din serialul de televiziune My Wife and Kids and Heroes. A apărut în emisiunile de televiziune Ripley's Believe It or Not , 48 Hours , The Tonight Show , Good Morning America și The Oprah Winfrey Show.  Gray-Cabey a jucat și în drama medicală CBS Code Black în rolul Dr. Eliot Dixon.

## Carieră

### Muzician
La vârsta de patru ani, Gray-Cabey a cântat în mai multe locații din New England și Washington .A călătorit în Jamaica pentru primul său turneu cu New England Symphonic Ensemble. În iulie 2001, Gray-Cabey a continuat în Australia și, la vârsta de cinci ani, a devenit cel mai tânăr solist care a cântat vreodată cu o orchestră la Opera din Sydney, precum și la Conservatorul Queensland și la Convenția Internațională din Brisbane.
Gray-Cabey a înregistrat un CD împreună cu familia sa. Aceștia interpretează piese de Bach, Haydn și Vivaldi, printre alții. CD-ul conține și înregistrări cu el cântând când avea 4 ani. 
Părinții lui Gray-Cabey au început Action in Music (AIM), un proiect menit să ajute copiii să-și dezvolte talentele muzicale și să le ofere oportunități de a cânta în alte țări. Banii strânși din concerte sunt donați spitalelor și orfelinatelor din acele țări. 

### Actorie
Gray-Cabey și-a făcut debutul în lungmetraj în rolul lui Joey Dury în Lady in the Water .
Cariera sa în televiziune a început în decembrie 2001. A apărut în My Wife & Kids jucând rolul recurent al lui Franklin Aloysius Mumford. De asemenea, a jucat în roluri în seriale de televiziune, inclusiv Grey's Anatomy, CSI: Miami, CSI: Crime Scene Investigation și Ghost Whisperer. În serialul de televiziune cu supereroi Heroes, el a interpretat rolul Micah Sanders , un personaj major. Sanders este capabil să controleze mașini și este fiul lui Niki Sanders și DL Hawkins.
S-a zvonit că Gray-Cabey ar fi fost ales să-l interpreteze pe Cloak în adaptarea de televiziune Marvel Television Universe/ Marvel Cinematic Universe a lui Cloak și Dagger.  Rolul i-a revenit lui Aubrey Joseph.